# István Sándorfi
István Sándorfi (fr. Étienne Sandorfi, ur. 12 czerwca 1948 w Budapeszcie, zm. 26 grudnia 2007 w Paryżu) – węgierski malarz hiperrealistyczny.
Jego ojciec pracował dla amerykańskiego przedsiębiorstwa, dlatego w 1950 roku trafił do więzienia na pięć lat, zwolniono go kilka dni po rewolucji węgierskiej. W 1956 Sándorfi wraz z rodziną opuścił Węgry, jadąc do Austrii, później Niemiec Zachodnich oraz Francji, gdzie trafił w 1958 roku. Sándorfi zaczął rysować w wieku ośmiu lat, a malować obrazy olejne cztery lata później. Ukończył École nationale supérieure des beaux-arts oraz École nationale supérieure des arts décoratifs.
Miał dwie córki, Ange (ur. 1974) i Eve (ur. 1979).
Zmarł 26 grudnia 2007 w Paryżu i został pochowany w Budapeszcie.

## Wystawy
- 1966
  - Galerie des Jeunes, Paryż
  - Galerie de la Barbière, Le Barroux
- 1970 – Galerie 3+2, Paryż
- 1973 – Musée d’Art Moderne de la Ville de Paris
- 1974 – Galerie Daniel Gervis, Paryż
- 1975 – Galerie Beaubourg, Paryż
- 1976 – Bucholz Galerie, Monachium
- 1977, 1980 – Galerie Isy Brachot, Bruksela
- 1978, 1981, 1983 – Galerie Isy Brachot, Paryż
- 1979 – FIAC, Galerie Isy Brachot, Paryż
- 1981 – Galerie Isy Brachot, Bazylea
- 1982 – Amaury Taitinger Gallery, Nowy Jork
- 1984 – FIAC, Galerie Isy Brachot, Paryż
- 1986
  - Galerie Lavignes-Bastille, Paryż
  - Galerie de Bellecour, Lyon
- 1987
  - Lavignes-Bastille Gallery, Los Angeles
  - Hôtel de Ville, Nancy
- 1988
  - Armory Show '88, Lavignes-Bastille Gallery, Nowy Jork
  - Abbaye des Cordeliers, Châteauroux
  - Louis K. Meisel Gallery, Nowy Jork
  - FIAC, Galerie Lavignes-Bastille, Paryż
- 1991 – Galerie Prazan-Fitussi, Paryż
- 1993
  - Galerie Guénéguaud, Paryż
  - Galerie Mann, Paryż
- 1994, 1997 – Jane Kahan Gallery, Nowy Jork
- 1999 – Galerie Tempera, Bruksela
- 1999–2000 – Gallerihuset, Kopenhaga
- 2006 – Erdész-Maklári Galéria, Budapeszt
- 2007 – A test színeváltozása. Életműkiállítás, MODEM, Debreczyn.